# Phamartes coronatus
Phamartes coronatus là một loài côn trùng có cánh thuộc bộ Bọ que được phát hiện năm 2011 ở Vườn quốc gia Bạch Mã và được công nhận loài mới năm 2013.

## Phát hiện và đặt tên
Mẫu vật Phamartes coronatus được thu thập trong một chuyến thám hiểm nghiên cứu côn trùng năm 2011 được xác định thuộc bộ Bọ que Phasmatodea, họ Diapheromeridae, phân họ Necrosciinae là độc lập với các chi khác và do đó được đặt trong một chi đơn loài mới, chi Phamartes